# Parbhani
Parbhani är en stad i delstaten Maharashtra i västra Indien. Den är administrativ huvudort för distriktet Parbhani och beräknades ha cirka 350 000 invånare 2018.